# (773) Irmintraud
(773) Irmintraud es un asteroide perteneciente al cinturón de asteroides descubierto el 22 de diciembre de 1913 por Franz Heinrich Kaiser desde el observatorio de Heidelberg-Königstuhl, Alemania.
Está nombrado por Irmintraud, un personaje que aparece en varias canciones y sagas alemanas.